# Rutherford (cráter)

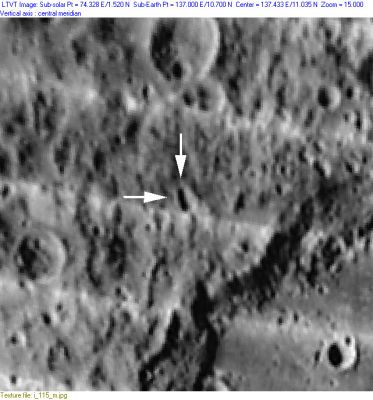
Las flechas indican la posición de Rutherford. (Fotografía de la misión Lunar Orbiter 1).

Rutherford es un pequeño cráter de impacto perteneciente a la cara oculta de la Luna, situado justo al norte-noroeste de la enorme llanura amurallada del cráter Mendeleev. Al este de Rutherford se halla el diminuto cráter Glauber, y al oeste-noroeste se encuentra Hoffmeister.
|  |

Este cráter tiene un contorno aproximadamente en forma de pera, con al tramo alargado en el extremo norte-noroeste. El contorno del borde está bien definido y las paredes internas son taludes simples que bordean regularmente la pequeña plataforma interior.
No debe confundirse con Rutherfurd, otro cráter lunar situado en el interior del gran cráter Clavius.